# 宗教
宗教（）は、一般に、人間の力や自然の力を超えた存在への信仰を主体とする思想体系、観念体系であり、また、その体系にもとづく教義、行事、儀礼、施設、組織などをそなえた社会集団のことである。
なお広辞苑では、「神または何らかの超越的絶対者あるいは神聖なものに関する信仰・行事」としている。

## 信徒数と信徒分布

世界の主な宗教及び宗派の地図

世界の宗教の信者数は、キリスト教約20億人(33.0%)、イスラム教約11億9,000万人(19.6%)、ヒンドゥー教約8億1,000万人(13.4%)、仏教約3億6,000万人(5.9%)、シク教約3,000万人、ユダヤ教約1,400万人(0.2%)、その他の宗教約9億1,000万人(15.0%)、無宗教約7億7,000万人(12.7%)である。

## 分類
19世紀から20世紀にかけて、比較宗教学の発展に伴い世界宗教という分類が定義された。たとえば、下記は宗教学の学者による分類の一例である。
世界宗教文化の境界を越え（トランスカルチュレーション）、多くの国において信仰される宗教
民族宗教、土着宗教世界宗教と比べてより小さく、特定の文化あるいは特定の国で信仰される宗教
新宗教世界宗教、土着宗教と比べてより新しく形成した宗教
キリスト教、イスラム教、仏教は人種や民族、文化圏の枠を超え広範な人々に広まっており、一般に世界宗教とよばれる。また、ユダヤ教や神道、ヒンドゥー教など特定の地域や民族にのみ信仰される宗教は民族宗教と呼ばれる。
宗教を普遍宗教（universal religion: 世界中に信仰されることを望み、積極的に帰依を求める宗教）と民族宗教（ethnic religion: 特定の民族にのみ信仰され、積極的に帰依を求めない宗教）とに分類する学者もいる。なお「教義にかかわらず全ての宗教の表現形式が特定の文化に由来する」との理由を挙げて「普遍宗教と民族宗教に分ける分類は正しくない」と主張する学者もいる。
神の数によって分類する方法では、一神教と多神教の2つの区分が存在し、キリスト教・イスラム教・ユダヤ教が一神教、ヒンドゥー教や神道は多神教に属する。こうした神を有する有神的宗教のほか、仏教のように本来神を持たなかった無神的宗教も存在する。
それ以外の分類：
- 汎神論
- アニミズム・アニマティズム・シャーマニズム・トーテミズム

## 語源
日本語の「宗教」という語は、仏教学者の中村元によると、仏教に由来する。仏教において、｢宗の教え」、つまり、究極の原理や真理を意味する｢宗｣に関する「教え」を意味しており、仏教の下位概念として宗教が存在していた。幕末期に英語の Religion の訳語が必要となって、今でいう「宗教」一般をさす語として採用され、明治初期に広まったとされている。宗教は、キリスト教をイメージする用語として受容され、日本人の宗教のイメージに大きな影響を及ぼした。
原語の英単語 Religion は、ラテン語の religio から派生したものである。 religio は、「ふたたび」という意味の接頭辞 re- と「結びつける」という意味の ligare の組み合わせであり、「再び結びつける」という意味で、そこから「神と人を再び結びつけること」、と理解されていた。
磯前順一によれば、Religion の語が最初に翻訳されたのは日米修好通商条約（1858年）においてであり、訳語には「宗旨」や「宗法」の語があてられた。他にもそれに続く幕末から明治初頭にかけての間にもちいられた訳語として、「宗教」、「宗門」、「宗旨法教」、「法教」、「教門」、「神道」、「聖道」などが確認できるとする。このうち、「宗旨」、「宗門」など宗教的な実践を含んだ語は「教法」、「聖道」など思想や教義の意味合いが強い語よりも一般に広くもちいられており、それは多くの日本人にとって宗教が実践と深く結びついたものであったことに対応する。「宗教」の語は、実践よりも教義の意味合いが強い語だが、磯前の説ではそのような訳語が最終的に定着することになった背景には、日本の西洋化の過程で行われた外交折衝や、エリート層や知識人の価値観の西欧化などがあるとされる。
「宗教」の語は、1869年にドイツ北部連邦との間に交わされた修好通商条約第4条に記されていた Religionsübung の訳語に選ばれたことから定着したとされる。また、多くの日本人によって｢宗教｣という語が 現在のように〈宗教一般〉の意味でもちいられるようになったのは、1884年（明治17年）に出版された辞書『改定増補哲学字彙』（井上哲次郎）に掲載されてからだともされている。

## 定義

世界主要宗教のシンボル。上左からキリスト教、ユダヤ教、ヒンドゥー教。中段左からイスラム教、仏教、神道。下段左からシク教、バハイ教、ジャイナ教

「宗教とは何か」という問いに対して、宗教者、哲学者、宗教学者などによって非常に多数の宗教の定義が試みられてきた。「宗教の定義は宗教学者の数ほどもある」といわれる。代表的なものだけを取り上げただけでもかなりの数になり、例えば、ジェームズ・リューバの著書の付録には48の定義およびそれに関するコメントが書かれており、日本の文部省宗務課がかつて作成した「宗教定義集」でも104の定義が挙げられていて、その気になればさらに集めることも難しくはないという。

### ジェームズ・リューバによる定義の分類
アメリカの心理学者であるジェームズ・リューバは宗教についての多数の定義を三つのグループに分類している。すなわち、主知的（intellectualistic）な観点からの定義、主情的（affectivistic）な観点からの定義、主意的あるいは実践的（voluntaristic or practical）な観点からの定義の3つである。
主知的な観点からの定義
代表例で古典的な定義の例としてはマックス・ミューラーによる「無限なるものを認知する心の能力」が挙げられる。比較的近年のそれでは、クリフォード・ギアツによる「存在の一般的秩序に関する概念の体系化」がある。
主情的な観点からの定義
シュライエルマッハー（F.E.D.）による「ひたすらなる依存感情」。マレット（Marett, R.R.）なども他の学者などにみられる合理主義な観点を批判しつつ、宗教の原型を情緒主義（emotionalism）から論じたという。
主意的あるいは実践的な観点からの定義
C.P.ティーレによる「人間の原初的、無意識的、生得的な無限感覚」というものがある。
『世界宗教事典』では上記のリューバの分類・分析を踏まえ、また、宗教を成立させている基本要素が超絶的ないし超越的存在（神、仏、法、原理、道、霊など）をみとめる特定の観念であることを踏まえつつ、宗教とは人間の力や自然の力を超えた存在を中心とする観念であり、その観念体系に基づく教義、儀礼、施設、組織などをそなえた社会集団であるとまとめている。
線引きの難しさ
第三者から宗教（団体）だと見なされているが、組織自体が宗教（団体）ではない、と主張する例もある。
- 阿満利麿は「教祖・経典・教団」の3要素から成り立っている宗教を「創唱宗教」と定義した。東海林克也はこれを援用して「教祖・経典・教団」から成り立ち1つの神（＝超越者）を信じること」と定義し、その延長上で靖国神社奉賛会では『宗教とは「教祖・教典・教義」の三要素を具備していなければならない』として「この定義から外れる神道は宗教ではない」という主張を展開していた時期がある。
- 「実践倫理宏正会」や「倫理研究所」、「モラロジー研究所」、「調和道協会」などは自らを「宗教ではない」としている。（そして、宗教法人格も取得していない。実践倫理宏正会は一般社団法人、モラロジー研究所は公益財団法人、調和道協会は公益社団法人となっている）
- 「崇教真光」、「世界真光文明教団」、「道ひらき」などは、（宗教法人でありながら）「宗教ではない」としている。

なお宗教に含まれる要素（あるいは要件）については、論者ごと、文献ごとに挙げているものがかなり異なる。
- Jamesの文献が挙げているのは「神性[24]：
- Durkheimの文献が挙げているのは「聖なるもの[25]」
- Tillichの文献が挙げているのは「信仰[26]」
- Vergoteの文献が挙げているのは「超自然的な存在[27]」
- Paul James and Peter Mandavilleの文献では「残りの人生に規範と力を与えてくれる、ある種の究極・超越なもの」[28]

## 要素
ある教えを基として信者が増大すると、やがて教団が形成される。各教団は信仰の場として寺院や教会、神社やモスクといった宗教施設を所持し、宗教に専念する聖職者を抱え、教団内部ではしばしば厳格な階梯制が導入される。
また、教団と信徒は宗教の維持と拡大のため、布教を行う。布教は信徒の家庭内において親から子へ教化がなされるほか、外部の人間に積極的に布教を行い信徒数を増加させていく宗教も存在する。
教団内部では初期の諸伝承を整理統合して矛盾のない形にまとめ、宗教の規範となる基本文書が編纂される。これは教典や経典、聖典と呼ばれ、教義を発展させるための根幹となり、この正典の解釈を巡っていくつかの宗教では神学が成長していった。一方で正典の成立をもってしても異なる解釈を止めることはできず、宗教内においてさまざまな宗派が成立していった。大宗教の内部においていくつかの宗派が並立することは珍しくない。例として、キリスト教においては2世紀から4世紀にかけて教義が確立したのち、1054年の大シスマによって東方正教会とローマ・カトリック教会が分離し、さらに1517年にマルティン・ルターによって『95ヶ条の論題』が発表されたことをきっかけにカトリックからプロテスタント諸派が相次いで分離した。仏教においては、上座部仏教と大乗仏教の2つが有力となった。イスラム教においても、正統カリフ4代のアリーの子孫のみをカリフと認めるシーア派が成立し、多数派であるスンナ派との2大宗派を形成している。
このほか、さまざまな宗教儀礼が整えられ、礼拝や瞑想、カトリックの告解といった信仰実践が行われる。各宗教はそれぞれ独自の祭を執り行うが、多くの場合こうした祭は厳粛な祭儀だけではなく、信徒が賑やかに浮かれ騒ぐ祝祭の側面を併せ持つ。各宗教の聖地は神聖化され、信徒はしばしば長距離の巡礼を行って聖域へと参詣する。

## 一覧
- 世界の宗教の一覧
- 神の一覧
- 文化庁による日本の宗教団体データ

## 影響

### 政治
古代には宗教と政治は分化しておらず、祭政一致の体制を取る国家が多く存在した。日本語において祭祀と政治がともに「まつりごと」と呼ばれるのも、その名残りのひとつである。やがて宗教と政治は分離していき、近代に入るとヨーロッパにおいて信教の自由とともに政教分離原則が確立され、国家と宗教とは明確に分離された。ただし、政教分離の扱いは各国によって異なっており、国教を指定するものの各宗教の信仰を保証し平等に扱うイギリスのような緩やかな分離から、政府と宗教を厳格に分離するフランスのライシテまで幅がある。また、政教分離は宗教団体の政治関与を否定するものとは必ずしもいえないため、特定の宗教団体が政治家や政党を支援したり、政治運動を行うことは各国において広く見られる。宗教を基盤とした政治思想も存在し、例えばヨーロッパのカトリック圏においては19世紀以降国家と教会の間の分離が進み、これに対抗する形でキリスト教民主主義の成立が促され、多くの政党が生まれた。こうした宗教を基盤とする政党は、宗教政党と総称される。
一方、宗教と政治が分離されておらず、政教一致に近い国家もいまだいくつかは存在している。ローマ・カトリック教会は宗教機関であるが、1929年のラテラノ条約においてイタリア王国からサン・ピエトロ大聖堂周辺の領有を認められ、ローマ教皇を元首とするバチカン市国という独立主権国家を保持している。サウジアラビアはイスラム教の一派であるワッハーブ派の宗教運動のなかで成立したためイスラム主義の影響が強く、1932年の建国以来イスラーム法に則った統治がおこなわれている。1979年にはイランにおいてイラン革命が勃発し、イスラム共和制に基づくイラン・イスラム共和国を成立させた。イランは一応の民主制度は整っているものの、国の元首である最高指導者は宗教法学者しか就任できないなど宗教の権力が非常に強く、一種の政教一致体制と見なされている。
さらに1970年代以降、宗教の脱政治化の流れが止まり、逆に宗教の側から政治へ積極的な関与を行い、厳格な宗教を基盤とした社会を構築しようとする動きが盛んとなった。こうした原理主義的な動きはキリスト教・イスラム教・ユダヤ教・仏教・シク教など各宗教に見られる。なかでもアメリカでは、1970年代から宗教右派の勢力が拡大をはじめ、1990年代に入るとアメリカ南部を中心にキリスト教原理主義の動きはさらに活発になった。イスラム教圏においても、イスラム法の導入をはじめとするイスラーム国家の樹立を目指すイスラーム主義の動きが強まっている。

### 社会
かつて宗教は政治や経済、科学などさまざまなものと融合していたが分化が進み、19世紀には明確に分離した。これにともない宗教の社会的影響は低下し、社会そのものも世俗化した。特に共産主義国においては宗教一般に対し弾圧が行われ、宗教の影響力は大きく低下した。こうしたことから1960年代以降、近代化に伴い宗教は衰退していくとする世俗化論が盛んとなった。
一方で宗教は個人の内面を救済する需要に特化したため、宗教自体は衰退したわけではなかった。個人の宗教心は必ずしも衰退傾向にはなく、宗教組織の社会的影響力は残存しており、旧共産圏やイスラーム圏、アメリカなど広い範囲で宗教は社会的影響力を再び強める傾向にある。
キリスト教やイスラム教、仏教などいくつかの宗教は、伝統的に福祉事業や慈善事業といった社会貢献に積極的に務めてきていた。19世紀から20世紀にかけて国家の権能が拡大していくに伴い、医療や福祉、教育といった社会事業の主体は国家へと移っていったが、その後もこれらの教団や信仰をバックとした各種法人・NPOは数多く存在しており、また宗教組織によるボランティアや災害支援活動は伝統宗教・新宗教を問わず盛んに行われている。また、伝統宗教の宗教施設は古くから地域社会の核となっていることが多く、それを基にした社会活動は宗教の影響力の強い地域においてはいまだ盛んである。
教義研究の必要性から、多くの宗教は教育的機能を持っており、特に高等教育と宗教の関係は深かった。やがて公教育が整備されるのに伴い、政教分離を重視する国家は教育から宗教的要素を分離する方向に向かったのに対し、政教一致に近い文化圏では宗教教育は重視され続けている。また、公教育で宗教の影響を排除した国においても、多くの場合宗教団体による私立学校の設立は認められており、そこで宗教教育を行うことは可能である。

### 社会規範・文化
宗教の教義や戒律が社会的規範ともなる場合がある。たとえばイスラム圏の女性の服装などのように戒律によって服装に制限が設定される場合がある。
また宗教は文化にも大きな影響を与える。たとえば食文化では、厳格なユダヤ教徒はコーシェルな食事をとらなければならないと考え、豚肉のように「ひづめが2つに割れていて、反芻するもの」に当てはまらない動物の肉や正しく屠殺・血抜きをしなかった肉を食べず、乳製品と肉を同じ食事内で、あるいは前後して胃袋に同時にあるように食べることもしない。イスラム教徒はブタを食べることが禁忌とされていることや、ヒンドゥー教徒が牛を崇拝し牛肉を食べないことなども広く知られている。一方で神へ酒や食物を供物とすることは広く見られ、また神道における直会やキリスト教における聖餐のように、食事が宗教儀式に取り込まれることは珍しくない。
宗教の本山や名刹、聖地には巡礼者が集まり、彼らを対象とした商業の集積によって門前町のような宗教都市が形成されることがある。もともと巡礼にはしばしば娯楽の要素が含まれていたが、近代に入り観光が盛んとなると、それほど熱心でない信徒や、さらには信徒でない者も観光客として多数聖地へと訪れるようになった。

## 宗教問題
信教の自由は世界人権宣言の第18条において保障されているものの、2022年時点で中国やロシアなどいくつかの国では信教の自由が保障されていないと見なされている。
異なる宗教や宗派の住民の間で紛争や戦争が起こることは多く、こうした戦争はしばしば宗教戦争と呼ばれるものの、純粋に教義の対立による宗教戦争は多くはなく、実際は異なる社会集団間の対立が激化する過程で諸集団の文化の根幹にある宗教の存在がクローズアップされ、結果的に宗教間の対立となることが多い。また、原理主義の隆盛により台頭した宗教過激派は自らの宗教的危機意識から先鋭化し、宗教テロを起こすことも多い。
一部の宗教団体は急進化してカルト（セクト）と呼ばれる反社会的な存在となる場合があり、さまざまな問題を引き起こしている。日本においては世界平和統一家庭連合（統一教会）による霊感商法などの触法行為や、エホバの証人による輸血拒否問題などが問題となってきた。カルトのなかでも特に急進化したオウム真理教は1989年（平成元年）の坂本弁護士一家殺害事件など多くの殺人事件を引き起こし、1994年（平成6年）には松本サリン事件、1995年（平成7年）には地下鉄サリン事件（オウム真理教事件）というテロ事件を実行して多くの死傷者を出した。
宗教と政治との関わりも、大きな問題となる場合がある。アメリカでは原理主義者を中心とした進化論教育の拒否や、宗教保守派による人工妊娠中絶への反対などがしばしば問題となる。日本では創価学会を支持母体としている公明党が結党当初に政教一致ではないかとの批判を受けて1970年（昭和45年）に創価学会と公明党との政教分離を宣言している。しかし、未だに密接な関係であるために批判を受ける場合がある。また、戦没者の慰霊を巡る靖国神社問題もしばしば批判の対象となる。

## 研究
宗教の研究は、主に宗教内部の立場から教義や文献を研究していく神学と、科学的手法を用いて宗教外の立場から研究を行う宗教学に区分される。神学はキリスト教、仏教、神道をはじめとして伝統宗教の多くが古くから研究を行っていたが、19世紀に入るとフリードリヒ・マックス・ミュラーが各地の宗教の比較研究を行い、これによって宗教学の基礎が築かれた。こうしたことから当初は宗教学は比較宗教学とほぼ同義であったが、19世紀末には隣接諸学の影響を受け、宗教心理学・宗教人類学・宗教社会学などが成立し、分化が進んだ。

## 宗教の表現形式
宗教はさまざまな表現形式を通して時間や空間を超えて伝えられている。神話や伝説、教典の内容や教義は口伝や詠唱、詩、書物を通して伝えられる。また、通過儀礼や年中行事などの儀礼を通して伝えられる場合や、生活習慣や文化の中に織り込まれる場合もある。食事の際に生産者や自然に感謝をする場合などがこれにふくまれる。
また、絵画や彫刻などの芸術、音楽、舞踏、建築、文学などを通して伝えられる場合もある。こうした芸術は信仰と深くつながっており、各地で宗教美術が花開いた。音楽においても、ほぼ全ての宗教が音楽的要素を保持しており、キリスト教の聖歌や仏教の声明など、さまざまな宗教音楽が誕生し、18世紀頃までのキリスト教会のように、教団組織が音楽の重要な担い手の一つとなることもあった。その後、社会そのものの機能分化に伴い、18世紀末から19世紀ごろに宗教から芸術は分離した。